# Ki Daophet Niuhuang
Daophet Niuhuang, conocido artísticamente como Ki Daophet Niuhuang (en lao: ກິດາວເພັດ ໜູຫ່ວງ) (1 de julio de 1972 - 24 de abril de 2020), fue un actor y cantante laosiano. Fue popular en los años 1994 y 2020.

## Discografía

### Álbumes
- Sao Se Bang Fai (ສາວເຊບັ້ງໄຟ)
- Nam Ta Kway (ນ້ຳຕາຄວາຍ)
- Jee Hoy (ຈີ່ຫອຍ)[2][5]
- Miea Mak Phay (ເມຍມັກໄພ້)
- Sao Mak Nao bao Na Wang (ສາວຫມາກນາວ ບ່າວນາວາງ) (Ft. Pueng Rassamee)

### Sencillos
- «Koay Nong Kuean Udom Xay» (ຄອຍນ້ອງຄືນອຸດມໄຊ)
- «Mae Hang Luk Sam» (ແມ່ຮ້າງລູກສາມ)
- «Diao Ai Kor Tham Jai Dai» (ດຽ໋ວອ້າຍກັທຳໃຈໄດ້) (Ft. Prang Buppha)

### Composición
- Hak Bao Miea Pa (Siriporn Siprasert)